# 丹·哈蒙
丹·哈蒙（英語：Dan Harmon，1973年1月3日—）是一位美国作家、制作人和演员。他是NBC的情景喜剧《废柴联盟》的创作者和前任执行制作人，他还与Rob Schrab一同创建了互联网电视网站「Channel 101」。

## 早年生平
丹·哈蒙出生在威斯康辛州的密尔沃基。毕业于密尔沃基郊区 Brown Deer 的 Brown Deer High School 。